# Archäologisches Nationalmuseum Neapel

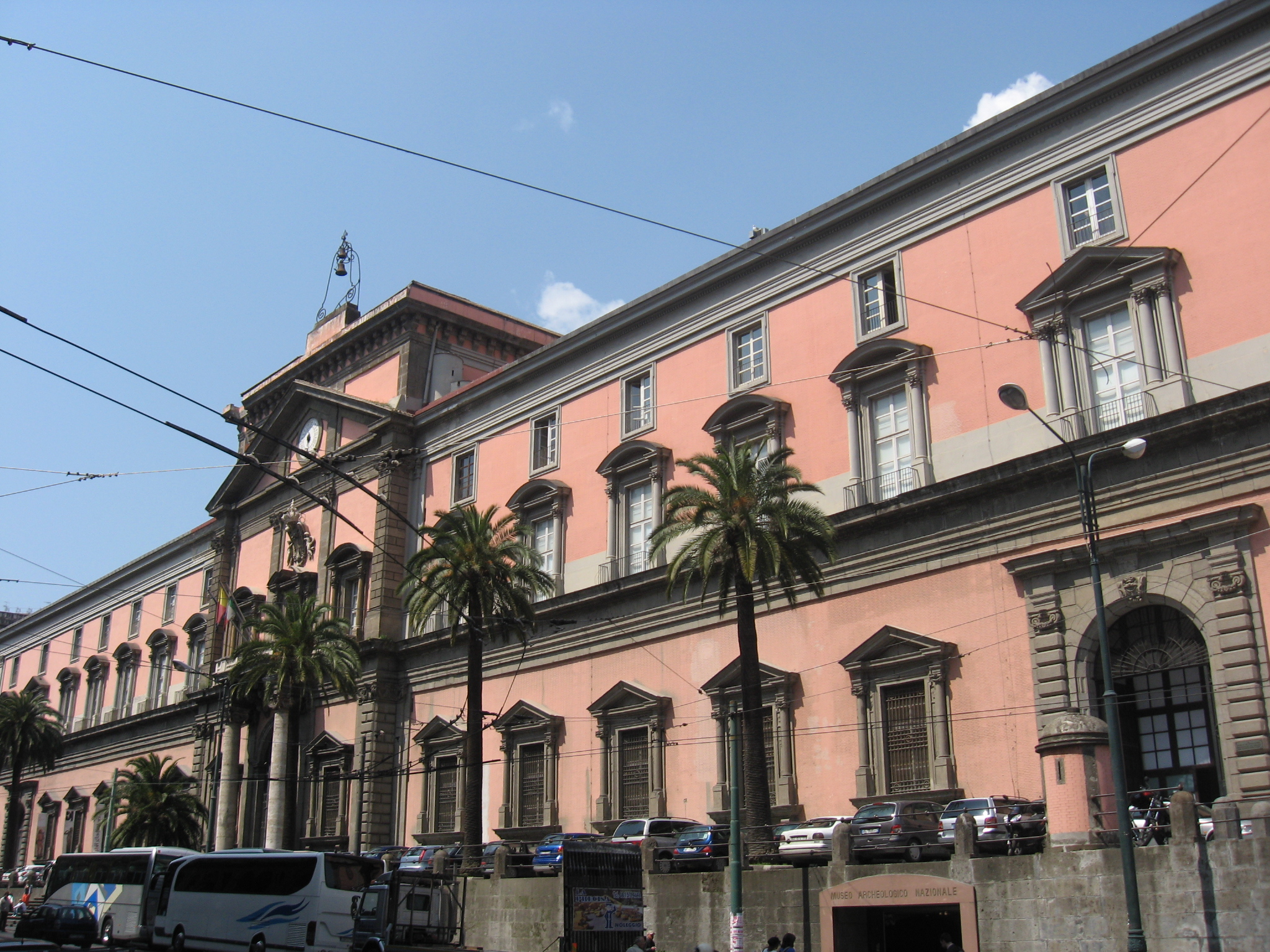
Archäologisches Nationalmuseum Neapel

Das Archäologische Nationalmuseum Neapel (italienisch Museo archeologico nazionale di Napoli – MANN) beherbergt eine der bedeutendsten archäologischen Sammlungen der Welt, insbesondere römischer Kunst, aber auch griechischer Kunst aus Sizilien und altägyptischer Kunst.

## Geschichte
Das Archäologische Museum in Neapel wurde 1787 gegründet. Die Ausstellung wurde im Palazzo degli Studi, einem 1615 für die Universität von Neapel errichteten Gebäude, untergebracht. Die Sammlung besteht aus Artefakten aus römischer Zeit, aus Funden antiker griechischer Städte und Beispielen aus vorrömischen Kulturen Süditaliens, die zur Zeit der Bourbonen gefunden wurden. Statuen, Fresken, Mosaiken und Keramiken bilden den Hauptbestandteil.
1822 wurden die reichen Sammlungen des Königshauses Bourbon-Sizilien in das Museum integriert. Sämtliche Fundstücke aus den beiden Großgrabungen in Pompeji und Herkulaneum – mit allerdings reichlicher Ausnahme von gestohlenem Gut – waren seit Mitte des 18. Jahrhunderts im Königspalast Portici zusammengetragen worden. Dieser war zwar kein offizielles Museum, doch auf Empfehlung und Anmeldung Interessierten zugänglich; zahlreiche Reisende hatten die Fundstücke dort besichtigt, darunter 1787 Goethe, der darüber in seinem Buch Italienische Reise berichtet:

„… jenes Museum ist auch das Α und Ω aller Antiquitätensammlungen; da sieht man recht, was die alte Welt an freudigem Kunstsinn voraus war, wenn sie gleich in strenger Handwerksfertigkeit weit hinter uns zurückblieb.“

„In das Museum traten wir wohl empfohlen und wohl empfangen. Doch war auch uns irgend etwas aufzuzeichnen nicht erlaubt. Vielleicht gaben wir nur desto besser acht und versetzten uns desto lebhafter in die verschwundene Zeit, wo alle diese Dinge zu lebendigem Gebrauch und Genuß um die Eigentümer umherstanden. Jene kleinen Häuser und Zimmer in Pompeji erschienen mir nun zugleich enger und weiter; enger, weil ich sie mir von so viel würdigen Gegenständen vollgedrängt dachte, weiter, weil gerade diese Gegenstände nicht bloß als notdürftig vorhanden, sondern durch bildende Kunst aufs geistreichste und anmutigste verziert und belebt den Sinn erfreuen und erweitern, wie es die größte Hausgeräumigkeit nicht tun könnte.“

Hinzu kamen mehrere bedeutende, vormals private Sammlungen (wie die Sammlung Farnese), die schon seit der Renaissance bestanden hatten und an das neapolitanische Königshaus gelangt waren.

## Ausstellungsgebäude, Räume und Sammlung
Das im Stil der Renaissance ausgestattete Gebäude ist in vier Ausstellungsbereiche unterteilt. Die Exponate sind wie folgt thematisch geordnet:
- Erdgeschoss: Sammlung Farnese, griechische und römische Skulpturen aus Kampanien
- Untergeschoss: Ägyptische Sammlung, Inschriften
- Zwischengeschoss: Geheimes Kabinett, Mosaiken, Münzen und Medaillen
- Obergeschoss: Villa dei Papiri, Neapolitanische und griechische Funde aus der Bucht von Neapel, prähistorische Funde, Ausgrabungen oder Kopien aus Pompeji, Isistempel aus Pompeji, Bilder des Vesuv.

### Ägyptische Sammlung
Das Museum beherbergt die drittgrößte ägyptische Sammlung Italiens, nach denen des Museo Egizio in Turin und des Museo Gregoriano Egizio der Vatikanischen Museen. 

### Geheimes Kabinett
Im geheimen Kabinett (Gabinetto Segreto) gibt es in einer eigenen Ausstellung eine umfangreiche Sammlung antiker römischer erotischer Fresken, Vasen und Gegenstände, die im Wesentlichen aus den Ausgrabungen in Pompeji stammen. Diese Sammlung war jahrzehntelang nur eingeschränkt zu besichtigen.
Bronzeskulpturen aus der Villa dei Papiri
Bei den Ausgrabungen der bei Herkulaneum gelegenen Villa dei Papiri wurden zahlreiche außergewöhnlich gut erhaltene Bronzeskulpturen entdeckt, die in einer eigenen Sammlung im Museum gezeigt werden.

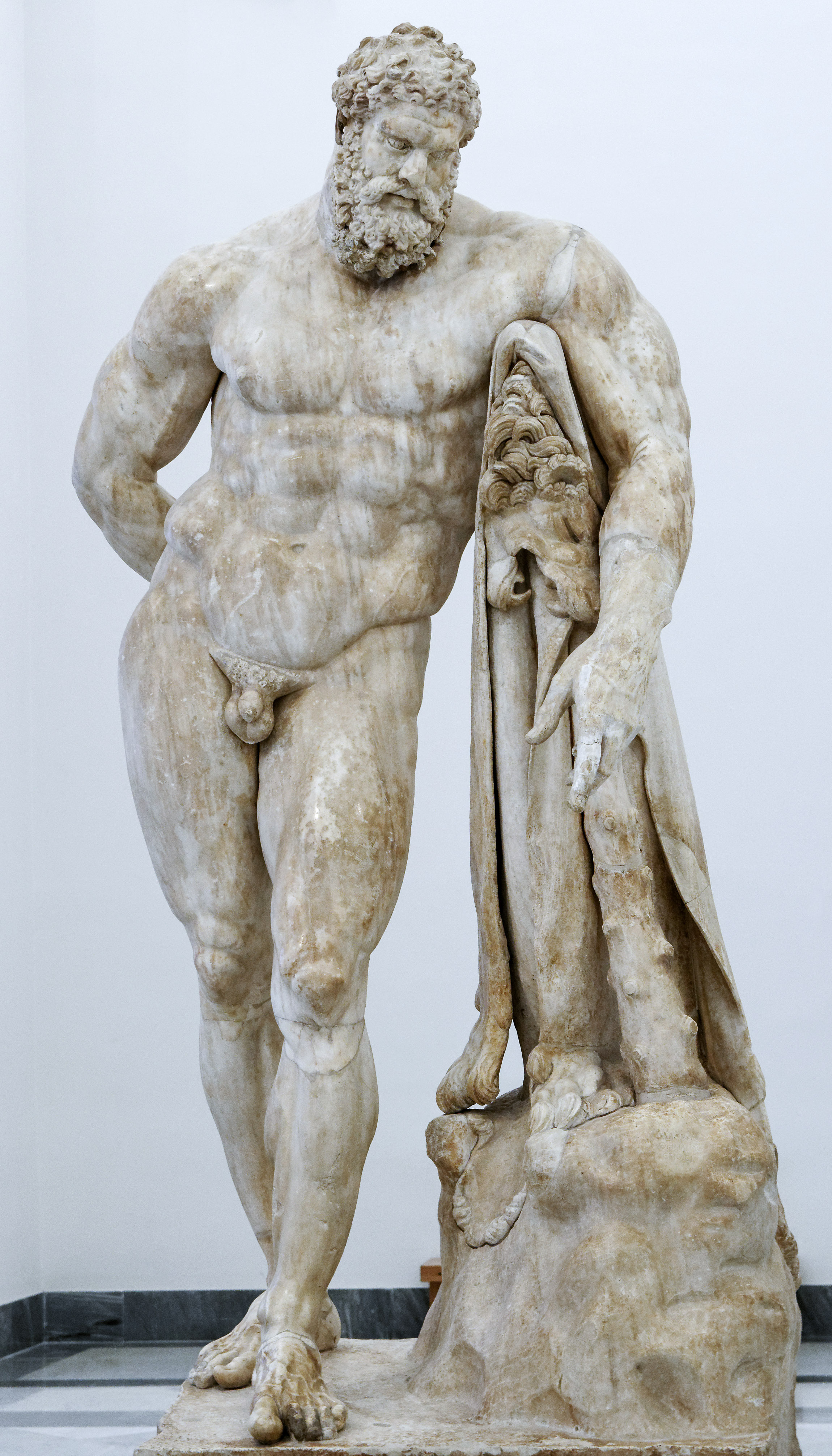
Herkules Farnese
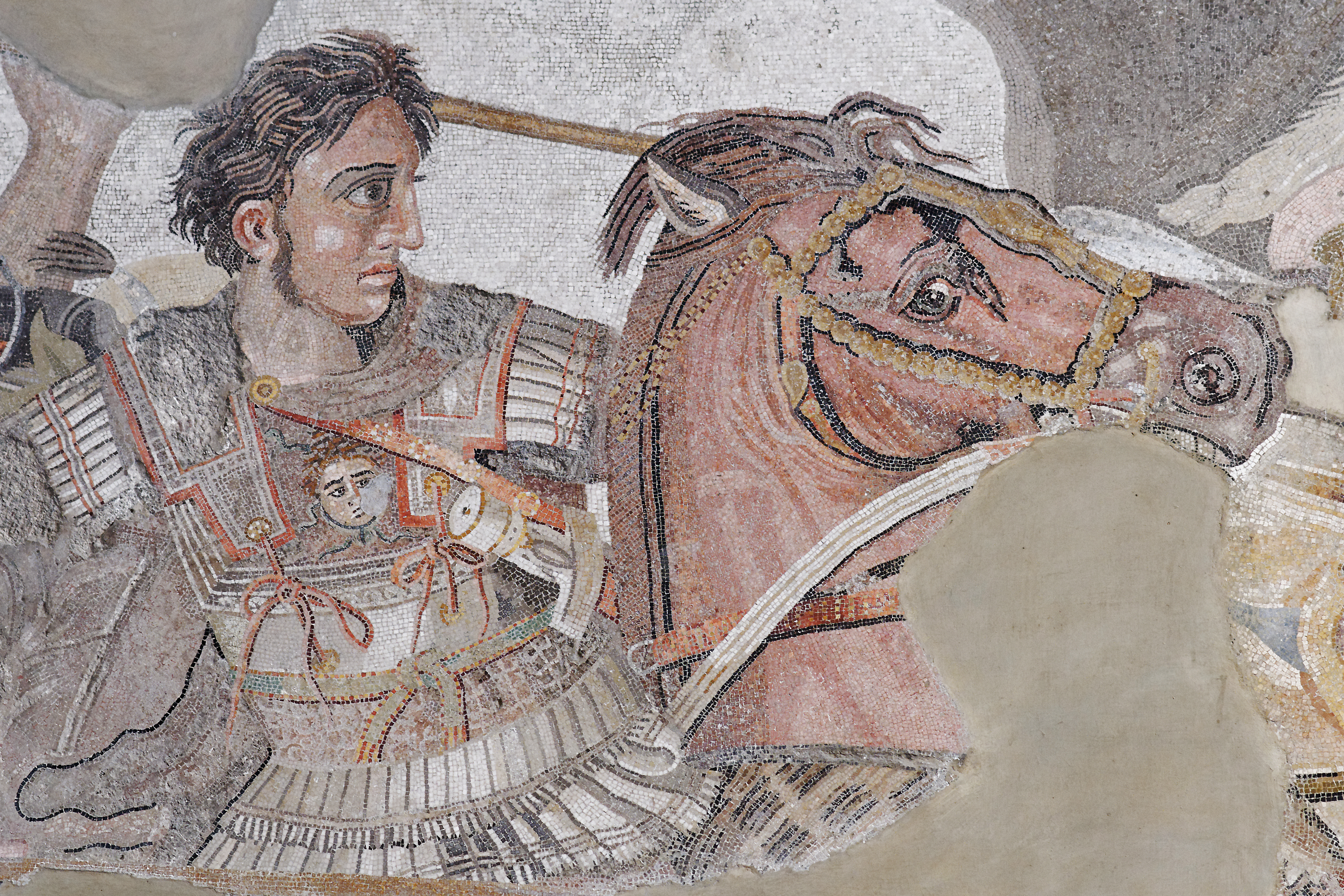
Alexandermosaik
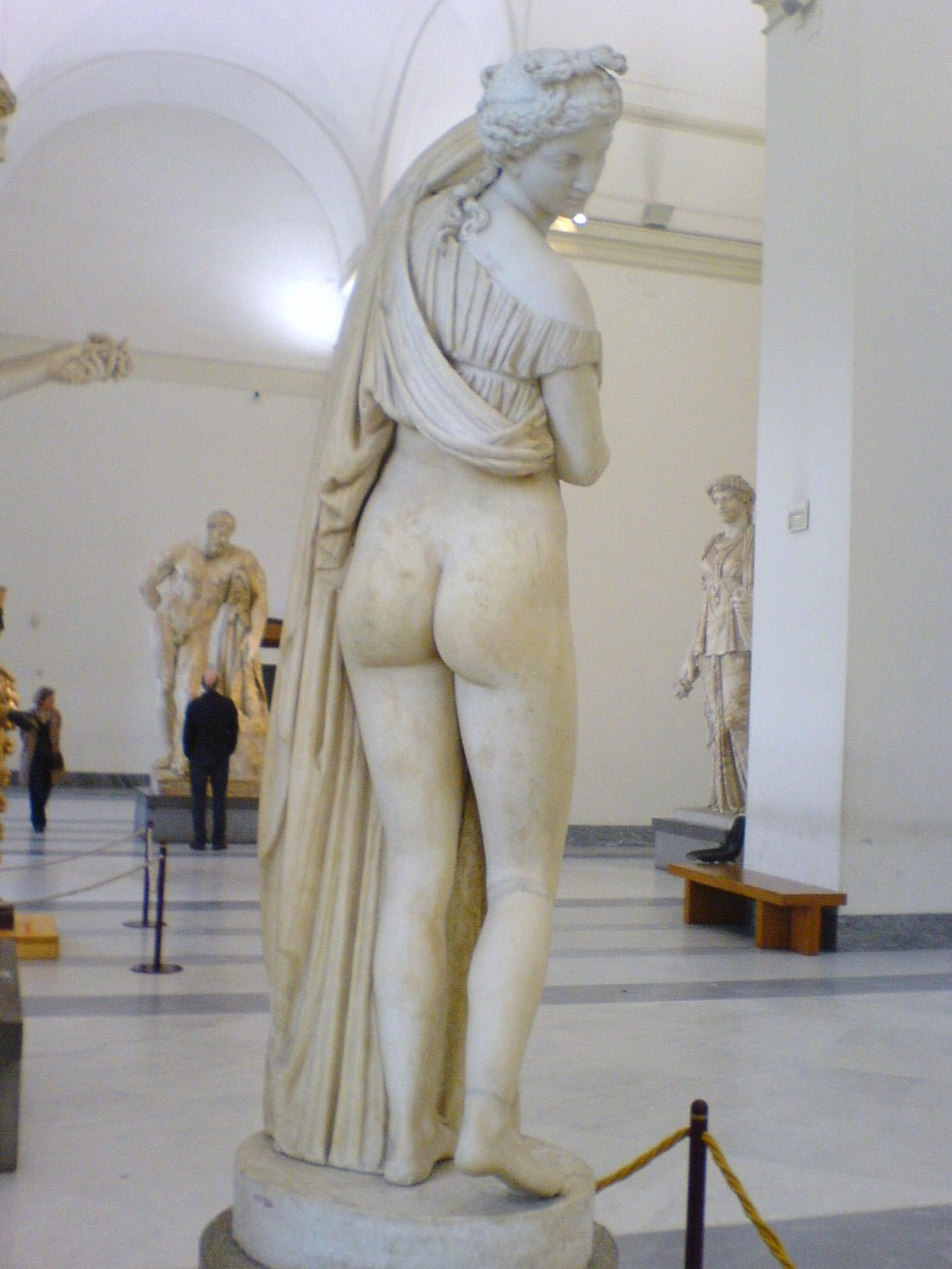
Venus Kallipygos
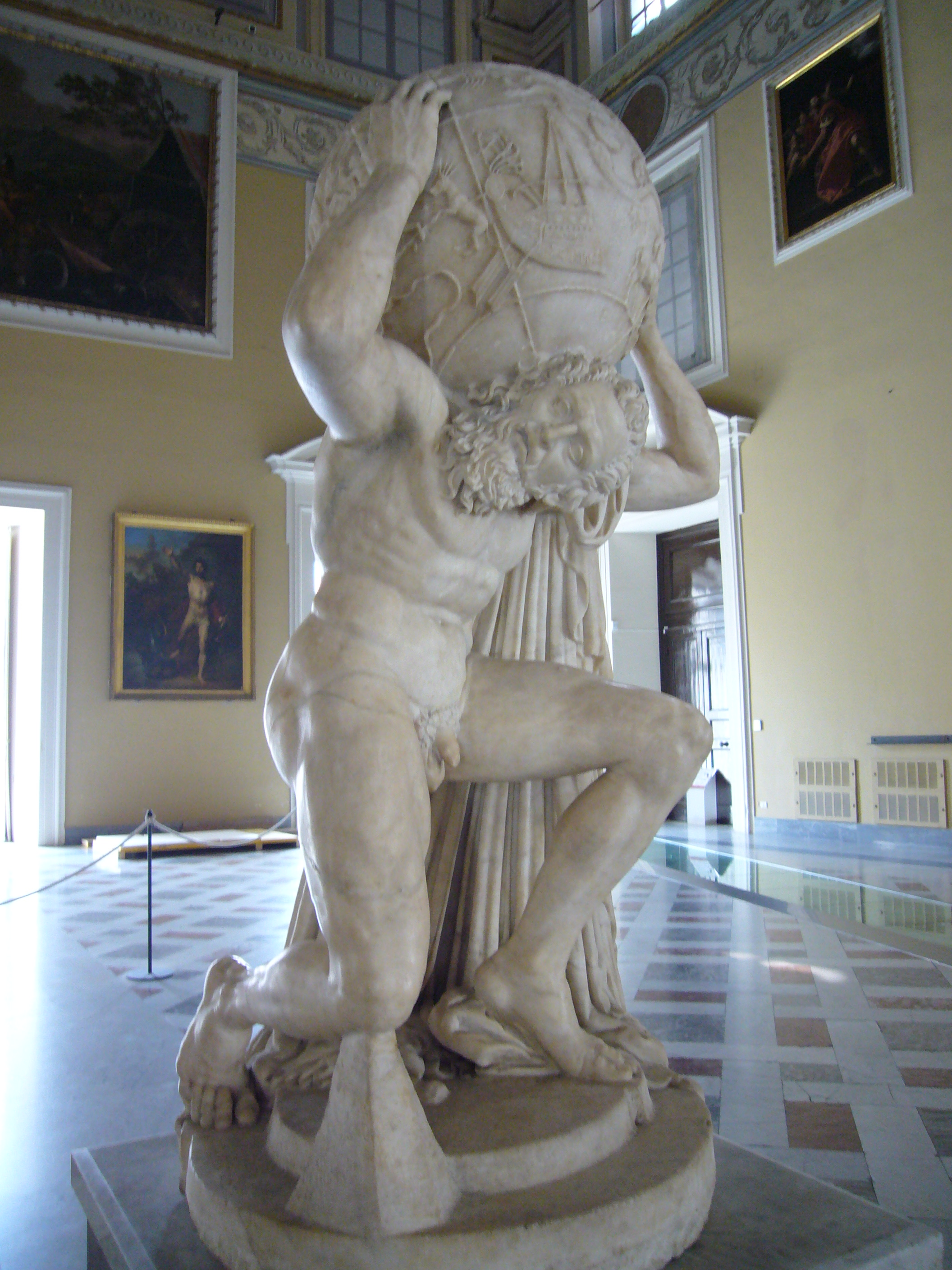
Atlas Farnese

## Bekannte Exponate
Weithin bekannte Exponate sind unter anderem der Herkules Farnese, der Atlas Farnese, die Skulpturengruppe der Tyrannenmörder sowie die Venus Kallipygos. Bekannte Mosaiken sind das Mosaik der Alexanderschlacht aus dem Haus des Fauns in Pompeji, die Blaue Vase aus Pompeji und die sogenannte Perservase.